# Andreu Mayayo
Pour l’article homonyme, voir Mayayo.
Andreu Mayayo i Artal, né à Samper de Calanda dans la province de Teruel en 1959, est un universitaire espagnol.

## Biographie
Il est professeur d'Histoire contemporaine à l'université de Barcelone et directeur du Centre d'Estudis Històrics Internacionals-Pavelló de la República.
Directeur de la revue catalane historique Segle XX, il participe aux comités de rédaction des revues L'Avenç et Sàpiens. 
Il est membre du Comité de la Mémoire démocratique de la Généralité de la Catalogne et maire de Montblanc.

## Médias
Il participe régulièrement aux programmes de RAC1, TVE, RNE-Ràdio 4, Catalunya Ràdio et BTV.